# Pont-et-Massène
Pont-et-Massène è un comune francese di 210 abitanti situato nel dipartimento della Côte-d'Or nella regione della Borgogna-Franca Contea.

## Società

### Evoluzione demografica
Abitanti censiti